# 스카이 러브 캔버스
팬택 스카이 러브 캔버스(Pantech SKY Love Canvas)는 팬택이 2008년 6월에 출시한 피처폰이다.